# مود (ألعاب فيديو)
تعديل أو مود (بالإنجليزية: mod)‏ اختصار لكلمة modification أي تعديل، هو تغيير الشفرة البرمجية للعبة فيديو من أجل جعلها تعمل بطريقة مختلفة عن نسختها الأصلية. يمكن عمل مود لأي نوع من الألعاب لكنه مشهور في ألعاب تصويب منظور الشخص الأول وألعاب تقمص الأدوار وألعاب استراتيجية الوقت الحقيقي. يتم إجراءالتعديلات من قبل عامة الناس أو المطورين ويمكن أن تكون التعديلات ألعاب جديدة كليا في حد ذاتها، ولكنها لا تكون قائمة بذاتها وتتطلب من المستخدم أن يكون لديه الإصدار الأصلي من أجل أن تعمل.
شركات تطوير مثل إد سوفتوير، فالف، موجانج، بيثيسدا سوفت ووركس، كرايتيك، ذا كريتيف أسمبلي وإيبك غيمز تقوم بتوفير أدوات لمساعدة من يرغب بالقيام بمثل هذه التعديلات على ألعابهم.